# Fenda facial
As fendas faciais são classificadas de acordo com a localização e a extensão. Uma fenda pode afetar um ou ambos os lados do lábio (uni ou bilateral) e podem ser ambas incompletas ou completas.
Uma Fenda labial incompleta em tamanho desde um chanfro até um profundo sulco no lábio superior, mas não envolve a abertura das narinas para o inteiror da cavidade bucal. um verdadeiro lábio leporino é uma fenda na linha média da maxila. O termo lábio leporino é usado porque o lábio superior de um coelho desenvolve-se com uma fenda na linha média. O coelho não desenvolve um processo nasal medial, assim os dois processos maxilares se encontram na linha média. Essa condição, que é rara em humanos, envolve um chanfro no tecido nasal medial que pode ser minúsculo ou se estender como uma fenda até o interior do nariz.
Uma fenda mandibular pode ocorrer na linha média, apesar de ser também raro. Uma constrição na linha média da mandíbula é observada durante a quarta semana. Nesse caso, a constrição inicial não desaparece e mais tarde resulta na separação das metades mandibulares. Acredita-se que essa condição acometa devido à pressão do coração adjacente em crescimento, o qual começa a bater antes da fusão medial mandibular.